# Naima Wifstrand
Siri Naima Matilda Wifstrand (Stoccolma, 4 settembre 1890 – Stoccolma, 23 ottobre 1968) è stata un'attrice svedese, nota soprattutto come caratterista nei film di Ingmar Bergman.

## Biografia
Si unì a una compagnia teatrale nel 1905, con cui girò per il Paese esibendosi in numerose opere teatrali in repertorio. Dopo aver ottenuto parti minori in teatri a Stoccolma e Helsinki, cominciò a cantare in musical e operette, che la occuparono fino agli anni trenta. Nel 1937 interpretò la signora Peachum nella prima svedese de L'opera da tre soldi, stringendo un profondo sodalizio personale e artistico con Bertolt Brecht.
Dopo essere fuggito in Svezia in seguito all'ascesa nel nazismo, Brecht scrisse la parte di Madre Coraggio appositamente per la Wifstrand, che però non interpretò mai il ruolo a teatro. Soltanto negli anni quaranta tornò a dedicarsi al teatro di prosa e al cinema. Dal 1954 al 1961 fu membro fisso della compagnia teatrale di Ingmar Bergman, che la diresse anche in numerosi film tra cui Il posto delle fragole, Il volto e Sorrisi di una notte d'estate.
Fu sposata con il capitano Erling Nielsen dal 1921 al 1928.

## Filmografia
- Musica nel buio (Musik i mörker), regia di Ingmar Bergman (1947)
- Sete (Törst), regia di Ingmar Bergman (1949)
- La valle delle aquile (Valley of Eagles), regia di Terence Young (1951)
- Donne in attesa (Kvinnors väntan), regia di Ingmar Bergman (1952)
- Sogni di donna (Kvinnodröm), regia di Ingmar Bergman (1955)
- Sorrisi di una notte d'estate (Sommarnattens leende), regia di Ingmar Bergman (1955)
- Il posto delle fragole (Smultronstället), regia di Ingmar Bergman (1957)
- Il volto (Ansiktet), regia di Ingmar Bergman (1958)
- Angeli alla sbarra (Domaren), regia di Alf Sjöberg (1960)
- L'ora del lupo (Vargtimmen), regia di Ingmar Bergman (1968)

## Doppiatrici italiane
- Tina Lattanzi in Sorrisi di una notte d'estate, Il posto delle fragole
- Lydia Simoneschi ne Il volto